# ژانگ یو (بازیکن فوتبال، زاده ۱۹۹۰)
ژانگ یو (انگلیسی: Zhang Yue؛ زادهٔ ۳۰ سپتامبر ۱۹۹۰) بازیکن فوتبال اهل چین است.

وی همچنین در تیم ملی فوتبال زنان چین بازی کرده‌است.